# Nuri Bilge Ceylan
Nuri Bilge Ceylan (Istambul, 26 de janeiro de 1959) é um roteirista, montador, fotógrafo, diretor e produtor de cinema turco. Ele é o cineasta turco de maior reconhecimento internacional na atualidade. Premiado no Festival de Cannes, com a Palma de Ouro em 2014, pelo filme Sono de Inverno. Ele recebeu, ainda, o prêmio de melhor diretor, em 2008, pelo filme Os Três Macacos (Üç Maymun) e dois prêmios especiais do júri (Grand Prix): em 2003, por Distante (Uzak), e em 2011, por Era uma Vez na Anatolia (Bir Zamanlar Anadolu'da).

## Filmografia
| Filmes, televisão e video | Filmes, televisão e video        | Filmes, televisão e video  | Filmes, televisão e video | Filmes, televisão e video | Filmes, televisão e video | Filmes, televisão e video | Filmes, televisão e video | Filmes, televisão e video | Filmes, televisão e video | Filmes, televisão e video |                         |
| Ano                       | Título internacional (em inglês) | Título original (em turco) | Título no Brasil          | Título em Portugal        | Creditado como            | Creditado como            | Creditado como            | Creditado como            | Creditado como            | Creditado como            | Observação              |
| Ano                       | Título internacional (em inglês) | Título original (em turco) | Título no Brasil          | Título em Portugal        | Diretor                   | Produtor                  | Roteirista                | Diretor de fotografia     | Ator                      | Montador                  | Observação              |
| ------------------------- | -------------------------------- | -------------------------- | ------------------------- | ------------------------- | ------------------------- | ------------------------- | ------------------------- | ------------------------- | ------------------------- | ------------------------- | ----------------------- |
| 1995                      | Cocoon                           | Koza                       |                           |                           | Sim                       | Sim                       | Sim                       | Sim                       | Não                       | Não                       | Curta-metragem          |
| 1998                      | Small Town                       | Kasaba                     | A Pequena Cidade          |                           | Sim                       | Sim                       | Sim                       | Sim                       | Não                       | Não                       | Primeiro longa-metragem |
| 2000                      | Clouds of May                    | Mayıs Sıkıntısı            |                           |                           | Sim                       | Sim                       | Sim                       | Não                       | Não                       | Sim                       |                         |
| 2002                      | Distant                          | Uzak                       | Distante                  | Uzak - Longínquo          | Sim                       | Sim                       | Sim                       | Sim                       | Não                       | Sim                       |                         |
| 2006                      | Climates                         | İklimler                   | Climas                    | Climas                    | Sim                       | Sim                       | Sim                       | Não                       | Sim                       | Sim                       |                         |
| 2008                      | Three Monkeys                    | Üç Maymun                  | 3 Macacos                 | Os Três Macacos           | Sim                       | Sim                       | Sim                       | Não                       | Não                       | Sim                       |                         |
| 2011                      | Once Upon a Time in Anatolia     | Bir Zamanlar Anadolu'da    | Era uma Vez na Anatolia   | Era uma Vez na Anatolia   | Sim                       | Sim                       | Sim                       | Não                       | Não                       | Sim                       |                         |
| 2014                      | Winter Sleep                     | Kış Uykusu                 | Sono de Inverno           | Sono de Inverno           | Sim                       | Sim                       | Sim                       | Não                       | Não                       | Sim                       |                         |